# جوي غالواي
جوي غالواي (بالإنجليزية: Joey Galloway)‏ هو لاعب كرة قدم أمريكية ومعلق رياضي أمريكي، ولد في 20 نوفمبر 1971 في بلايري في الولايات المتحدة.

## وصلات خارجية
- جوي غالواي على موقع إي إس بي إن.كوم (أن.أف.أل)3
- جوي غالواي على موقع مرجع كرة القدم المحترفة.كوم (الإنجليزية)
- جوي غالواي على موقع كلية كرة القدم في سبورتس رفرنس.كوم (الإنجليزية)